# Lưỡi mèo tai chuột
Lưỡi mèo tai chuột hay còn gọi ráng hỏa mạc thon (danh pháp khoa học: Pyrrosia lanceolata) là một loài thực vật có mạch trong họ Polypodiaceae. Loài này được (L.) Farw. miêu tả khoa học đầu tiên năm 1931.